# 如克亚木·麦提赛地
如克亚木・麦提赛地（1995年6月—），新疆于田人，维吾尔族，无党派人士。中华人民共和国政治人物、第十三届全国人民代表大会新疆地区代表。

## 生平
2018年2月24日，当选为第十三届全国人大代表。